# Нова-Санта-Роза
Нова-Санта-Роза (порт. Nova Santa Rosa) — муниципалитет в Бразилии, входит в штат Парана. Составная часть мезорегиона Запад штата Парана. Входит в экономико-статистический микрорегион Толеду. Население составляет 7186 человек на 2006 год. Занимает площадь 204,666 км². Плотность населения — 35,1 чел./км².
Праздник города — 29 апреля.

## История
Город основан 29 апреля 1976 года.

## Статистика
- Валовой внутренний продукт на 2003 год составляет 102 468 019,00 реалов (данные: Бразильский институт географии и статистики).
- Валовой внутренний продукт на душу населения на 2003 год составляет 14 315,17 реалов (данные: Бразильский институт географии и статистики).
- Индекс развития человеческого потенциала на 2000 год составляет 0,806 (данные: Программа развития ООН).

## География
Климат местности: субтропический.